# Вавилон (фильм, 2006)
«Вавилон» (англ. Babel) — драматический фильм 2006 года режиссёра Алехандро Гонсалеса Иньярриту. Обладатель многочисленных международных наград, в том числе семикратный номинант на премию «Оскар», включая за «Лучший фильм», и лауреат в категории «Лучший саундтрек».

## Сюжет
В фильме развиваются три основные сюжетные линии, действует множество персонажей. Всё это показывает зрителю картину нашего мира как одного большого Вавилона, в котором людям приходится находить общий язык: добиваться своего и уметь слушать других.
Марокканская сюжетная линия — переплетение судеб американских туристов, в том числе супружеской пары из Сан-Диего Ричарда Джонса (Брэд Питт) и Сьюзан Джонс (Кейт Бланшетт), с судьбами целого ряда жителей Марокко. Ярко показаны быт и условия существования простых людей, в которых приходится действовать людям из совершенно другой культуры — США. Сьюзан оказывается случайно раненой выстрелом из винтовки, который произвёл мальчик-пастух Юссеф. Роковой выстрел жестоко откликнулся в судьбах людей, стал причиной их страданий.
Сюжетная линия Мексика / США — связана в основном с Амелией (Адриана Барраса) — женщиной-мексиканкой, которая работает няней детей Ричарда и Сьюзан. Трагические события в Марокко, ряд случайностей и накладок вынуждают её взять своих воспитанников с собой в Мексику на свадьбу родного сына. Дети, Дебби и Майк, становятся участниками шумной мексиканской свадьбы. То, что им приходится видеть, вызывает у них как изумление и радость, так и шок. Обратный путь в Сан-Диего превращается в серьёзное приключение с погоней от пограничного патруля, в результате которого Амелия с детьми оказывается в пустыне без воды. Затем она как незаконный мигрант задерживается полицией и депортируется в Мексику.
Японская сюжетная линия — рассказ о глухонемой девочке-подростке Чиэко (Ринко Кикути). Она пытается быть понятой в своих городе и мире, в той культуре, в которой родилась и выросла. Она отгорожена от большинства людей глухой стеной, которую, при желании, можно разрушить — достаточно оказать ей немного внимания. Именно это и делает полицейский детектив (Сатоси Никайдо), который на самом деле ищет встречи с её отцом (Кодзи Якусё), подарившим однажды одному марокканцу свою винтовку, из которой впоследствии был произведён злополучный выстрел в американскую туристку Сьюзан Джонс.

## В ролях
Марокко
| Актёр               | Роль         |
| ------------------- | ------------ |
| Брэд Питт           | Ричард Джонс |
| Кейт Бланшетт       | Сьюзан Джонс |
| Мохамед Ахзам       | Анвар        |
| Майкл Малони        | Джеймс       |
| Гарриет Уолтер      | Лили         |
| Амит Мурьяни        | Абдула       |
| Бубкер Аит Эль Каид | Юссеф        |
| Абделкандер Бара    | Хассан       |
| Уахиба Захми        | Зохра        |
| Питер Уайт          | Том          |
| Алекс Дженнингс     | Кен Клиффорд |

Мексика
| Актёр                   | Роль                                   |
| ----------------------- | -------------------------------------- |
| Адриана Барраса         | Амелия                                 |
| Гаэль Гарсия Берналь    | Сантьяго                               |
| Эль Фэннинг             | Дебби Джонс                            |
| Нейтан Гэмбл            | Майк Джонс                             |
| Клифтон Коллинз-младший | офицер полиции на мексиканской границе |
| Майкл Пенья             | офицер Джон                            |

Япония
| Актёр          | Роль           |
| -------------- | -------------- |
| Ринко Кикути   | Чиэко Ватаи    |
| Кодзи Якусё    | Ясудзиро Ватаи |
| Сатоси Никайдо | детектив Кенжи |
| Юко Мурата     | Мицу           |
| Сигемицу Оги   | дантист        |

## Создание
Брэд Питт не стал играть одну из главных ролей в фильме «Отступники» (сопродюсером которого он выступал) ради участия в этом фильме, так как был давним поклонником творчества Алехандро Гонсалеса Иньярриту.
Ринко Кикути проходила процесс отбора на роль Чиэко в течение года и в результате была утверждена на неё. Бубкер Аит Эль Каид был приглашён на пробы на роль Юссефа (марокканского мальчика-пастуха, который натворил немало плохих дел с помощью винтовки отца) после того, как Иньярриту увидел его играющим в футбол на местной городской площади.
По-английски Вавилон пишется как Babylon. Фильм же в оригинале называется «Babel» — английское написание слова Вавилон, произносимого на арабском языке или иврите.
В финальной части фильма вертолёт с раненой Сьюзан пролетает вблизи главной достопримечательности Касабланки — Великой мечети Хасана II.

## Награды и номинации
- 2007 — премия «Оскар» за лучшую музыку к фильму (Густаво Сантаолалья), а также 6 номинаций: лучший фильм (Алехандро Гонсалес Иньярриту, Джон Килик, Стив Голин), лучший режиссёр (Алехандро Гонсалес Иньярриту), лучшая женская роль второго плана (Адриана Барраса и Ринко Кикути), лучший оригинальный сценарий (Гильермо Арриага), лучший монтаж (Дуглас Крайс, Стивен Миррионе)
- 2007 — премия «Золотой глобус» за лучший фильм — драма, а также 6 номинаций: лучший режиссёр (Алехандро Гонсалес Иньярриту), лучшая мужская роль второго плана (Брэд Питт), лучшая женская роль второго плана (Адриана Барраса и Ринко Кикути), лучший сценарий (Гильермо Арриага), лучшая музыка к фильму (Густаво Сантаолалья)
- 2007 — премия BAFTA за лучшую музыку к фильму (Густаво Сантаолалья), а также 6 номинаций: лучший фильм (Алехандро Гонсалес Иньярриту, Джон Килик, Стив Голин), лучший режиссёр (Алехандро Гонсалес Иньярриту), лучший оригинальный сценарий (Гильермо Арриага), лучшая операторская работа (Родриго Прието), лучший монтаж (Стивен Миррионе, Дуглас Крайс), лучший звук (Хосе Антонио Гарсиа, Джон Тейлор, Кристиан П. Минклер, Мартин Эрнандес)
- 2007 — 6 номинаций на премию «Выбор критиков»: лучший фильм, лучшая женская роль второго плана (Адриана Барраса и Ринко Кикути), лучший сценарий (Гильермо Арриага), лучшая музыка к фильму (Густаво Сантаолалья), лучший актёрский состав
- 2007 — 3 номинации на премию Гильдии киноактёров США: лучшая женская роль второго плана (Адриана Барраса и Ринко Кикути), лучший актёрский состав
- 2007 — номинация на премию Гильдии режиссёров США за лучшую режиссуру художественного фильма (Алехандро Гонсалес Иньярриту)
- 2007 — номинация на премию Гильдии сценаристов США за лучший оригинальный сценарий (Гильермо Арриага)
- 2007 — номинация на премию «Сезар» за лучший иностранный фильм (Алехандро Гонсалес Иньярриту)
- 2007 — премия «Давид ди Донателло» за лучший иностранный фильм (Алехандро Гонсалес Иньярриту)
- 2006 — премия «Спутник» за лучшую музыку к фильму (Густаво Сантаолалья), а также 7 номинаций: лучший фильм — драма, лучший режиссёр (Алехандро Гонсалес Иньярриту), лучшая мужская роль второго плана (Брэд Питт), лучшая женская роль второго плана (Ринко Кикути), лучший оригинальный сценарий (Гильермо Арриага), лучшая музыка к фильму (Густаво Сантаолалья), лучший монтаж (Стивен Миррионе, Дуглас Крайс), лучший звук (Хосе Антонио Гарсиа, Джон Тейлор, Кристиан П. Минклер, Мартин Эрнандес)
- 2006 — премия Национального совета кинокритиков США за женский прорыв года (Ринко Кикути), а также попадание в десятку лучших фильмов года
- 2006 — 3 приза Каннского кинофестиваля: лучший режиссёр (Алехандро Гонсалес Иньярриту), François Chalais Award (a Prize of the Ecumenical Jury) (Алехандро Гонсалес Иньярриту), Technical Grand Prize (Стивен Миррионе), а также номинация на Золотую пальмовую ветвь (Алехандро Гонсалес Иньярриту)

Фильм был включён в список десяти лучших фильмов 2006 года по версии Американского института киноискусства.